# Weißenborn (Burgenlandkreis)

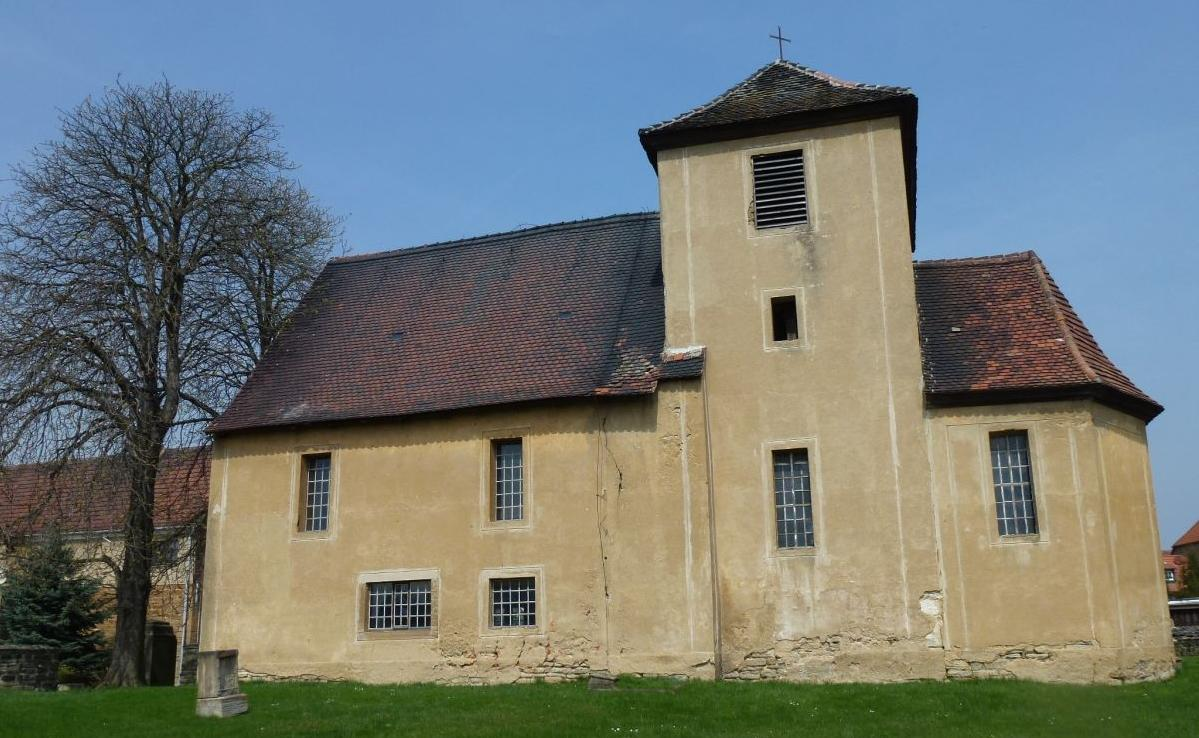

Weißenborn is een plaats en voormalige gemeente in de Duitse deelstaat Saksen-Anhalt, en maakt deel uit van de Landkreis Burgenland.
Weißenborn telt 380 inwoners.